# Tidore
Tidore è un'isola (116 km²) di origine vulcanica appartenente all'arcipelago delle Molucche in Indonesia. Le risorse principali dell'isola riguardano i frutti esotici e la pesca.

## Geografia
L'isola di Tidore è costituita da un grande stratovulcano che sale dal fondo del mare fino a un'altitudine di 1.730 m (5.676 piedi) sul livello del mare presso il conico Monte Kie Matubu all'estremità sud dell'isola. Il lato settentrionale dell'isola contiene una caldera, Sabale, con due coni vulcanici più piccoli al suo interno.
Soasio è la capitale di Tidore. Ha il suo porto, Goto, e si trova sul bordo orientale dell'isola. Ha un mini bus terminal e un mercato. Il palazzo del sultano è stato ricostruito con completamento nel 2010.

## Storia
L'isola di Tidore fu occupata da truppe spagnole tra il 1527-1534, 1544-1545 e il 1606-1663.